# Wijken en buurten in Langedijk
De Nederlandse gemeente Langedijk is voor statistische doeleinden onderverdeeld in wijken en buurten. De gemeente is verdeeld in de volgende statistische wijken:
- Wijk 00 (CBS-wijkcode:041600)

Een statistische wijk kan bestaan uit meerdere buurten. Onderstaande tabel geeft de buurtindeling met kentallen volgens het Centraal Bureau voor de Statistiek (2008):
| CBS-buurtcode | Buurtnaam            | Inwonertal | Opp. totaal (ha) | Opp. land (ha) | Ligging                |
| ------------- | -------------------- | ---------- | ---------------- | -------------- | ---------------------- |
| BU04160000    | Oudkarspel           | 3240       | 556              | 537            | Locatie in de gemeente |
| BU04160001    | Noord-Scharwoude     | 5600       | 411              | 401            | Locatie in de gemeente |
| BU04160002    | Zuid-Scharwoude      | 6440       | 501              | 427            | Locatie in de gemeente |
| BU04160003    | Broek op Langedijk   | 5200       | 463              | 339            | Locatie in de gemeente |
| BU04160004    | Laanweg en Waarddijk | 260        | 61               | 60             | Locatie in de gemeente |
| BU04160005    | Sint Pancras         | 5050       | 308              | 300            | Locatie in de gemeente |
| BU04160006    | Koedijk              | 260        | 400              | 343            | Locatie in de gemeente |